# 索维尼勒布瓦
索维尼勒布瓦（法語：Sauvigny-le-Bois，法語發音：[soviɲi lə bwa]）是法国勃艮第-弗朗什-孔泰大区约讷省的一个市镇，属于阿瓦隆区。

## 地理
索维尼勒布瓦（47°30'47"N, 3°56'27"E）面积15.34 平方千米，位于法国勃艮第-弗朗什-孔泰大區约讷省，该省份为法国中北部内陆省份，西接卢瓦雷省，西北接塞纳-马恩省，南至涅夫勒省，东临科多尔省，东北与奥布省接壤。
与索维尼勒布瓦接壤的市镇（或旧市镇、城区）包括：普罗旺西、阿蒂、阿瓦隆、埃托勒、马尼、吉永泰尔普莱讷。

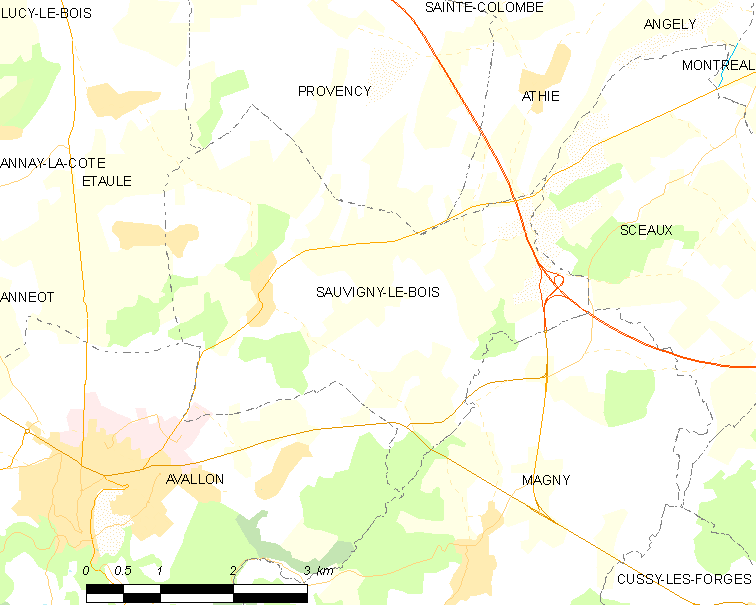
索维尼勒布瓦的OSM定位图

索维尼勒布瓦的时区为UTC+01:00、UTC+02:00（夏令时）。

## 行政
索维尼勒布瓦的邮政编码为89200，INSEE市镇编码为89378。

## 政治
索维尼勒布瓦所属的省级选区为阿瓦隆县。

## 人口

1962-2008年间索维尼勒布瓦人口变化图示

索维尼勒布瓦于2022年1月1日时的人口数量为739人。